# Jerzy Aleksander Braszka
Jerzy Aleksander Braszka (ur. 6 października 1932 w Rypinie, zm. 6 maja 2000 w Krakowie) – polski aktor teatralny (od 1961), telewizyjny (1970) i filmowy (od 1973) oraz lektor radiowy (1975–1976).

## Życiorys
Aktor teatrów: Rozmaitości w Krakowie (do 1964), Dramatycznego w Wałbrzychu (1964–1965), Dolnośląskiego w Jeleniej Górze (1965–1966), im. Osterwy w Gorzowie Wielkopolskim, Powszechnego w Łodzi (1971–1973), Eref-66 w Krakowie (1972–1977), Ludowego w Nowej Hucie (1975–1980), im. Żeromskiego w Kielcach, Maszkaron w Krakowie (1983–1995).
W 1970 zadebiutował w filmie telewizyjnym, a w 1973 – w kinowym.

## Filmografia
- 1988 – Przeprawa (komunista, współpracownik „Karola” w Lublinie)
- 1986 – Czas nadziei (Karol Szostak)
- 1986 – Kryptonim „Turyści” (Sergiusz Rubacki, współpracownik amerykańskiego wywiadu)
- 1985 – Kwestia wyboru (Władysław Gomułka)
- 1985 – Zamach stanu (epizod)
- 1984 – Godność (Karol Szostak)
- 1983 – Kabaret Brunona Rajcy (epizod)
- 1983 – Katastrofa w Gibraltarze (Józef Retinger, pracownik ambasady Polski w Wielkiej Brytanii)
- 1981 – Kto ty jesteś (rencista)
- 1980 – Polonia Restituta (adiutant pułkownika Kesslera)
- 1980 – Zamach stanu (epizod)
- 1978 – Wysokie loty (Wojciech Średniawa, sekretarz POP w „Tokarze”)
- 1977 – Gdzie woda czysta i trawa zielona (Ostaj)
- 1976 – Krótkie życie (major)
- 1974 – Ile jest życia (oficer UB)
- 1974 – Orzeł i reszka (major polskiego wywiadu prowadzący Nowaka)
- 1974 – Rówieśnicy (Jaworski)
- 1973 – Ciemna rzeka (milicjant Stelmach)
- 1973 – Hubal (kapral Franciszek Głowacz „Lis”)

## Nagrody
- 1972 Szczecin – VII Ogólnopolski Przegląd Zawodowych Teatrów Małych Form – nagroda jury za rolę w monodramie Przed grudniem Jana Bijaty w Teatrze „Eref 66” w Krakowie;
- 1977 Szczecin – XII Ogólnopolski Przegląd Zawodowych Teatrów Małych Form – II Nagroda Publiczności i nagroda jury za rolę w monodramie Ostrożnie z ogniem Leszka Konarskiego w Teatrze „Eref 66” w Krakowie.

## Źródła
- Jerzy Aleksander Braszka w bazie  filmpolski.pl
- Jerzy A. Braszka, [w:] Encyklopedia teatru polskiego (osoby) [dostęp 2021-04-08].
- Jerzy Aleksander Braszka w bazie IMDb (ang.)
- Jerzy Aleksander Braszka w bazie Filmweb
- Jerzy Aleksander Braszka na zdjęciach w bazie Filmoteki Narodowej „Fototeka”